# Matthijs Büchli
Matthijs Büchli (nascido em 13 de dezembro de 1992 a Haarlem) é um ciclista neerlandês, especialista da pista. É sobretudo campeão mundial de velocidade por equipas em 2018, 2019 e 2020, bem como do keirin em 2019. Ele ganhou a medalha de ouro na prova de velocidade por equipes do Campeonato Mundial de 2018 e a medalha de prata no keirin durante os Jogos Olímpicos de 2016.

## Biografia
Especialista das provas de velocidade em pista, Matthijs Büchli resulta em 2007 campeão do omnium nos cadetes dos Países Baixos . No ano seguinte, consegue dois títulos nacionais nos juniores na Contrarrelógio em pista quilómetro e em velocidade individual. Em 2010, classifica-se segundo do campeonato neerlandês júnior do omnium.
Em 2011, corre na categoria elite. No campeonato dos Países Baixos, é segundo do quilómetro e terceiro do keirin. No grande Prêmio de Viena, classifica-se terceiro do keirin e em velocidade por equipas, em colaboração com Hylke van Grieken e Rigard van Klooster.
Na mesma composição, o trio neerlandês classifica-se sexto no Campeonato Europeu em pista 2012. Mais tarde no ano, resulta campeão dos Países Baixos de velocidade. Durante a Copa do mundo de 2013-2014 em Aguascalientes, consegue o keirin e termina em cabeça da classificação geral da especialidade. Em 2013, é campeão dos Países Baixos de keirin.
Em 2013 e 2014, obtém duas medalhas de bronze no keirin nos mundiais em pista. Em 2016, está  vice-campeão mundial de velocidade por equipas.

## Carreira
Dentre as modalidades do ciclismo de pista, Büchli começou a se destacar inicialmente no keirin, quando conquistou duas medalhas de bronze nas edições de 2013 e 2014 do Campeonato Mundial. Em 2016 obteve seu melhor resultado em mundiais até então, quando obteve a prata na velocidade por equipes ao lado de Nils van 't Hoenderdaal, Jeffrey Hoogland e Hugo Haak. Ainda em 2016 estreou nos Jogos Olímpicos, no Rio de Janeiro, onde obteve a medalha de prata no keirin.
No Europeu de 2017, em Berlim, ficou em terceiro lugar na prova de velocidade por equipes, mesmo ano em que foi prata com na mesma prova durante o Mundial de Hong Kong. No Campeonato Mundial de 2018, em Apeldoorn, conquistou a sua primeira medalha de ouro na competição na prova de velocidade por equipes, junto com Hoogland, van 't Hoenderdaal e Harrie Lavreysen.

## Palmarés

### Jogos Olímpicos
- Rio 2016
  -  Medalha de prata do keirin
    - 6.º da velocidade por equipas

### Campeonatos do mundo
| Edição / Prova                 | Keirin    | Velocidade individual | Velocidade por equipas                              |
| Apeldoorn 2011                 |           | 40.º                  |                                                     |
| Melbourne 2012                 |           | 39.º                  |                                                     |
| Minsk 2013                     | Bronze    |                       | 10.º                                                |
| Cali 2014                      | Bronze    |                       | 8.º                                                 |
| Saint-Quentin-en-Yvelines 2015 | 9.º       |                       | 5.º                                                 |
| Londres 2016                   | 1.º posto |                       | Prata                                               |
| Hong Kong 2017                 |           |                       | Prata                                               |
| Apeldoorn 2018                 | 4.º       |                       | Ouro (com Hoogland, Lavreysen e van 't Hoenderdaal) |
| Pruszków 2019                  | Ouro      | 20.º                  | Ouro com (com Hoogland, Lavreysen e van den Berg)   |
| Berlim 2020                    | 11.º      | 7.º                   | Ouro (com Hoogland, Lavreysen e van den Berg)       |

### Copa do mundo
- 2012-2013
  - Classificação geral do keirin
    - 1.º do keirin em Aguascalientes
- 2013-2014
  - Classificação geral do keirin
    - 1.º do keirin em Guadalajara
    - 1.º da velocidade por equipas em Guadalajara (com Nils van 't Hoenderdaal e Hugo Haak)
- 2014-2015
  - 2.º da velocidade por equipas em Cali
- 2015-2016
  -     - 1.º do keirin em Hong Kong
- 2017-2018
  -     - 1.º do keirin em Pruszków
    - 1.º do keirin em Manchester
    - 1.º do keirin em Minsk
    - 1.º da velocidade em Minsk
    - 1.º da velocidade por equipas em Minsk  (com Roy van den Berg e Theo Bos)

  - 2.º da velocidade por equipas em Manchester
- 2018-2019
  - Classificação geral do keirin
    - 1.º do keirin em Berlim
    - 1.º do keirin em Londres
    - 1.º da velocidade por equipas em Londres  (com Roy van den Berg, Harrie Lavreysen e Jeffrey Hoogland)

  - 2.º da velocidade em Berlim
  - 2.º da velocidade por equipas em Milton
  - 3.º do keirin em Milton
- 2019-2020
  - 3.º do keirin em Hong Kong
  - 3.º da velocidade em Minsk
  - 3.º da velocidade por equipas em Minsk

### Campeonato Europeu
| Prova / Edição           | Quilómetro | Keirin | Velocidade por equipas                        |
| Anadia 2013 (esperanças) |            |        | Bronze                                        |
| Anadia 2014 (esperanças) | Prata      | Prata  | ouro (com Hoogland e van't Hoenderdaal)       |
| Bahia-Mahault 2014       |            | Prata  |                                               |
| Berlim 2017              |            |        | Bronze                                        |
| Glasgow 2018             | Ouro       |        |                                               |
| Apeldoorn 2019           |            | Bronze | Ouro (com Hoogland, Lavreysen e van den Berg) |

### Campeonatos nacionais
- Campeão dos Países Baixos de velocidade em 2012, 2014, 2017, 2018 e 2019
- Campeão dos Países Baixos de keirin em 2013, 2014, 2015 e 2017
- Campeão dos Países Baixos de velocidade por equipas em 2015, 2017 e 2018